# Ekshumacje ofiar ludobójstwa OUN i UPA

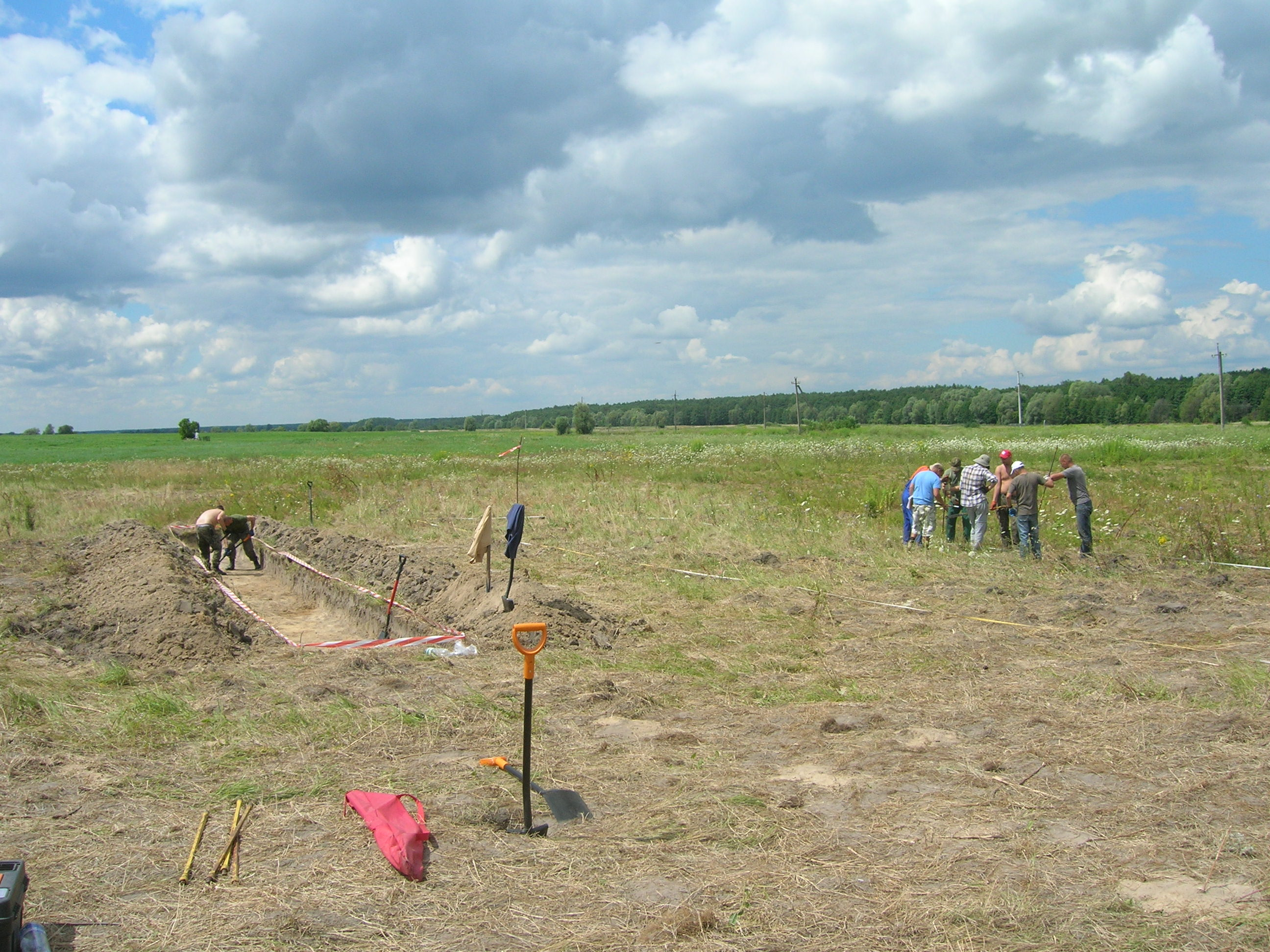
Prace poszukiwawcze na terenie dawnej wsi Ostrówki w 2014 roku

Ekshumacje ofiar ludobójstwa OUN i UPA – prace związane z poszukiwaniem, wydobywaniem, identyfikacją i zapewnieniem godnego pochówku szczątków ofiar ludobójstwa dokonanego przez nacjonalistów ukraińskich na Polakach (rzeź wołyńska i czystka etniczna w Małopolsce Wschodniej). Od 2017 roku utrudnienia w prowadzeniu tych prac na Ukrainie są tzw. trudnym tematem w stosunkach między Polską a Ukrainą.

## Wstęp
W latach 1943–1945 Organizacja Ukraińskich Nacjonalistów (frakcja Stepana Bandery, OUN-B) oraz Ukraińska Powstańcza Armia (UPA) przy wsparciu ukraińskiej ludności cywilnej dokonały na mieszanych etnicznie południowo-wschodnich ziemiach II Rzeczypospolitej (dawne województwa wołyńskie, tarnopolskie, stanisławowskie oraz część województw lwowskiego, lubelskiego i poleskiego) masowej zbrodni (ludobójstwa, ludobójczej czystki etnicznej) na cywilnej ludności polskiej. W wyniku ataków przeprowadzanych głównie na terenach wiejskich zginęło według konserwatywnych szacunków około 100 tys. Polaków (według wyższych szacunków Ewy Siemaszko zabito 134 tys. Polaków). W wyniku polskiego odwetu zginęło 10-15 tys. Ukraińców.
Pochówki ofiar były zazwyczaj dokonywane w pośpiechu przez osoby ocalałe z rzezi tuż przed opuszczeniem miejscowości w obawie przed powrotem oprawców. Niektórych pochówków dokonywali miejscowi Ukraińcy. Jeśli sytuacja uniemożliwiała pochówki indywidualne na cmentarzu, chowano w zbiorowych mogiłach, przy kościołach, kapliczkach, krzyżach i figurach przydrożnych, względnie w innych miejscach. Część ciał zabitych spoczywa w „dołach śmierci” - miejscach, gdzie pozostawili je zabójcy (wykopy, rowy, piwnice, spalone zabudowania, dawne studnie itp). Groby były często bezczeszczone i niszczone, ślady po bytności Polaków zacierano.
Wskutek ucieczek, wywózek na roboty przymusowe w III Rzeszy, przesiedleń i powojennej zmiany granic, polskie rodziny ofiar OUN-UPA oraz państwo polskie na kilkadziesiąt lat straciły możliwość pielęgnowania i upamiętniania pozostawionych na Kresach grobów a także zapewnienia zamordowanym godnego pochówku. Andrzej Przewoźnik pisał w 2008 roku:

Dodatkową udręką ocalałych jest świadomość, że ciała najbliższych osób, pozostawione często bez chrześcijańskiego pochówku w panicznej ucieczce przed mordercami, spoczywają do dziś w setkach bezimiennych mogił, poza cmentarzami, bez krzyża.

Na Wołyniu znajduje się około 1,5 tys. miejsc (miejscowości), w których dokonywano zbrodni na Polakach, w dawnych województwach tarnopolskim, lwowskim i stanisławowskim – około 2 tys.. Według obliczeń Leona Popka jedynie 3 tys. Polaków zabitych na Wołyniu miało chrześcijański pochówek. W jego opinii pozostałe ofiary, które spoczywają w około 10 tysiącach „dołów śmierci”, powinny zostać odnalezione, ekshumowane i godnie pochowane. Kolejne 10 tys. „dołów śmierci” wymagających takich samych działań znajduje się zdaniem Popka na terenie dawnej Małopolski Wschodniej.

Setki polskich pojedynczych i zbiorowych mogił, ze względu na swoje położenie (las, bagna, łąki, pola uprawne) powinno zostać ekshumowanych na istniejące jeszcze cmentarze rzymskokatolickie bądź prawosławne. - uważa Popek.

Leon Popek podkreśla znaczenie upamiętnień nagrobnych i możliwości odwiedzania grobów w kultywowaniu pamięci:

Dla mnie i setek innych rodzin, które znam, pamięć wiąże się z tymi, którzy w wyniku ludobójstwa popełnionego przez OUN–UPA na Wołyniu w czasie II wojny światowej stracili życie. (...) Dla nas, rodzin zamordowanych, pamiętać, to przede wszystkim móc odnaleźć mogiłę, postawić tam krzyż i swobodnie, bez lęku móc się modlić, opłakiwać najbliższych, składać kwiaty, palić znicze.

## Ramy organizacyjne i prawne
Kwestię grobów, cmentarzy wojennych, miejsc pamięci narodowej a także ekshumacji szczątków zwłok ofiar wojny i represji politycznych reguluje ˝Umowa między Rządem RP i Rządem Ukrainy o ochronie miejsc pamięci i spoczynku ofiar wojen i represji˝ z dnia 21 marca 1994 roku. Za realizację postanowień umowy po stronie polskiej do likwidacji w 2016 roku odpowiadała Rada Ochrony Pamięci Walk i Męczeństwa. ROPWiM działała także w oparciu o konwencje genewskie o ochronie ofiar wojny z 12 sierpnia 1949 roku i protokołach dodatkowych do nich. Według Andrzeja Przewoźnika zgodnie z tymi aktami za dokumentowanie, urządzenie i utrzymywanie w odpowiednim stanie grobów obywateli polskich-ofiar wojny znajdujących się na terytorium Ukrainy (w tym grobów ofiar OUN i UPA) odpowiada państwo ukraińskie.
W 2016 roku kompetencje zlikwidowanej ROPWiM przejęły Ministerstwo Kultury i Dziedzictwa Narodowego oraz Instytut Pamięci Narodowej. W ramach IPN poszukiwaniem, ekshumacjami i identyfikacją ofiar systemów totalitarnych i czystek etnicznych z lat 1917-1989 zajmuje się Biuro Poszukiwań i Identyfikacji, którego częścią jest Wydział Kresowy.
Po stronie ukraińskiej za realizację umowy z 1994 roku odpowiada Państwowa Międzyresortowa Komisja do Spraw Upamiętnień Uczestników Operacji Antyterrorystycznych, Ofiar Wojen i Politycznych Represji oraz ministerstwo kultury.

## Metodologia
Prace poszukiwawcze i ekshumacyjne poprzedzają badania historyczne: wywiady ze świadkami, kwerendy w archiwach w Polsce i na Ukrainie, zbieranie i analiza dawnych map, fotografii oraz zdjęć lotniczych. Zebrane informacje są weryfikowane na miejscu podczas wizji lokalnych.
Metody wykorzystywane w poszukiwaniu „dołów śmierci” ze szczątkami ofiar zbrodni wołyńskiej:
- odwierty sondażowe[15]

- wykopy sondażowe[16]

- skanowanie gruntu za pomocą georadaru[16]

Ekshumowane szczątki są poddawane analizie antropologicznej, której celem jest ustalenie biologicznej tożsamości zmarłych, przyczyny zgonu, charakteru i mechanizmu powstania zmian urazowych, przebiegu zbrodni a także rekonstrukcja sposobu postępowania z ciałami ofiar po śmierci.
Istnieją obiektywne utrudnienia w ustalaniu miejsc ukrycia szczątków: brak świadków; zmiany ukształtowania terenu spowodowane m.in. powojennymi melioracjami, nasadzeniami lasów, budową osiedli i dróg; brak dawnych punktów odniesienia (często ślady po polskich osiedlach zostały całkowicie zatarte). W efekcie badania poszukiwawcze często kończą się nieodnalezieniem grobu.

## Poszukiwania i ekshumacje

### Lata wojny
W 1941 roku ekshumowano szczątki dwóch żołnierzy WP zabitych przez bojówkarzy OUN w Lipowcu i tam zakopanych: por. Andrzeja Potockiego i ppor. Wiśniewskiego. Potockiego pochowano w Łętowni a Wiśniewskiego w Wielkich Oczach.
Ks. Stanisław Mazak z parafii Szczurowice w archidiecezji lwowskiej, który w czerwcu 1944 roku wraz z parafianami znalazł się w Wołkowyjach na Wołyniu w wyniku ewakuacji zarządzonej przez władze sowieckie, dowiedział się o zasypanej studni między Wołkowyjami a Demidówką, w której na głębokości 19 metrów miały spoczywać zwłoki księży Jerzego Jana Cimińskiego i Hieronima Szczerbickiego, zamordowanych przez ukraińskich nacjonalistów w maju 1943 roku. Duchowny wraz z kilkoma osobami przez około 3 tygodnie wydobywał ziemię i glinę ze studni docierając na głębokość 16 metrów. W czasie prac odnaleziono spalone deski i niekompletne szczątki osoby trzeciej. Ks. Mazak zmuszony był przerwać poszukiwania z obawy przed upowcami, którzy zaczęli pojawiać się w tej okolicy po odejściu wojska sowieckiego. Powrócił do Szczurowic nie docierając do szczątków obu duchownych. W 1965 roku pisał:

Pragnąłem prochy umieścić w dwu trumnach na placu kościelnym i w niedzielę, przy licznym udziale ludności, pogrzebać Księży – Męczenników, moich współbraci w kapłaństwie, przy tymże wołkowyjskim kościele (…). Oby kiedyś ktoś, w innych warunkach dokończył moją niezrealizowaną powinność. Na pewno czeka go 19 m gliny w głąb ziemi, gdyż musieli ponownie dosypać tę naszą, wywindowaną.

### ZSRR
Kilka lat po zbrodni w Polanach jedna z Ukrainek doniosła o tym fakcie sowieckim organom bezpieczeństwa. Po dochodzeniu z dawnej studni wydobyto szczątki ofiar, które pochowano w sąsiedniej wsi Myszkowce.
Na początku lat 60. w ramach śledztwa przeciw byłemu policjantowi ukraińskiemu Iwanowi Kłymowcowi władze sowieckie dokonały ekshumacji szczątków kilkunastu Polaków z Mielnicy, w tym ks. Wacława Innocentego Majewskiego, i przeniosły je na cmentarz prawosławny między lasem wielickim a Mielnicą. Na nowym grobie postawiono drewniany obelisk z gwiazdą, zamieniony w latach 90. na krzyż, który nie zachował się. W 2013 roku miejsce pochówku Polaków zostało odnalezione i upamiętnione nowym krzyżem przez członków Stowarzyszenia Kresy - Pamięć i Przyszłość w Chełmie.
Masowy grób ofiar zbrodni w Lipnikach został po wojnie przeniesiony na cmentarz prawosławny we wsi Białka.
W 1981 roku w związku z toczącym się procesem karnym sprawców władze sowieckie dokonały ekshumacji mogiły Polaków zamordowanych 11 lipca 1943 roku w kościele w Porycku. Wydobyte szczątki pochowano na cmentarzu prawosławnym w Pawliwce (d. Poryck).
W latach 80. masowy grób ofiar zbrodni w Łozowej został przeniesiony na cmentarz w pobliskich Szlachcińcach. Na grobie władze sowieckie postawiły tablicę z gwiazdą i napisem w języku ukraińskim: Współmieszkańcom wsi, którzy zginęli z rąk ukraińskich burżuazyjnych nacjonalistów. Od 2008 roku w tym miejscu znajduje się nowy pomnik wzniesiony staraniem ROPWiM.

### Niepodległa Ukraina
Według Dominiki Siemińskiej głównym inicjatorem poszukiwań i ekshumacji w Ostrówkach, Woli Ostrowieckiej, a później także Gaju, jest historyk Leon Popek. W wymienionych miejscowościach zginęło około 40 członków jego rodziny.
Pomysł wydobycia z ziemi szczątków ofiar z Ostrówek i Woli Ostrowieckiej i zapewnienia im godnego pochówku na miejscowym cmentarzu (który wówczas wymagał gruntownego odnowienia) pojawił się w listopadzie 1990 roku podczas zbiorowej wizyty („pielgrzymki”) dawnych mieszkańców w miejscu zbrodni. Zlokalizowano wówczas jeden z „dołów śmierci” - mogiłę na terenie dawnego gospodarstwa Strażyca (zwaną mogiłą „u Strażyca”) w Woli Ostrowieckiej. Jak wspominał Leon Popek,

Wtedy spontanicznie wśród nas zrodziła się myśl, że trzeba cmentarz ogrodzić i uporządkować, zaś mogiły ekshumować i przenieść szczątki na cmentarz i upamiętnić pomnikiem.

Starania o zgodę na ekshumacje w Ostrówkach i Woli Ostrowieckiej zainicjowało Towarzystwo Przyjaciół Krzemieńca i Ziemi Wołyńsko-Podolskiej z Lublina, którego prezesem był Popek. Ze stroną sowiecką, a później ukraińską kontaktowano się za pośrednictwem Ministerstwa Spraw Zagranicznych.

#### 1992 – pierwsze ekshumacje w Ostrówkach i Woli Ostrowieckiej
21 kwietnia 1992 roku Komitet Wykonawczy Lubomelskiej Rejonowej Rady Deputowanych Ludowych zgodził się na przeprowadzenie ekshumacji w Ostrówkach, Woli Ostrowieckiej, Jankowcach i Kątach. W związku z odmową finansowania tych prac przez Okręgową Komisję Badania Zbrodni Przeciwko Narodowi Polskiemu z powodu braku środków TPKiZW-P zorganizowało pilną zbiórkę pieniędzy i poszukiwanie wolontariuszy. Ekipa poszukiwawczo-ekshumacyjna została wzmocniona przez oddelegowanych funkcjonariuszy Nadbużańskiego Oddziału Straży Granicznej w Chełmie. Leon Popek podjął decyzję o rozpoczęciu prac pomimo braku zebrania odpowiednich środków finansowych; było to możliwe dzięki rezygnacji z wynagrodzenia przez członków ekipy, w tym przez biegłego sądowego doc. dr hab. Romana Mądrę.
Prace poszukiwawczo-ekshumacyjne w Ostrówkach i Woli Ostrowieckiej trwały od 17 do 22 sierpnia 1992 roku. Ze strony polskiej brało w nich udział 25 osób, w tym byli mieszkańcy obu wsi. Strona ukraińska udzieliła polskiej ekipie wszechstronnej pomocy, m.in. w postaci noclegów, posiłków, wody, transportu i niezbędnych narzędzi, a także koparki. Odkryto i wyeksplorowano dwie zbiorowe mogiły – „u Strażyca” w Woli Ostrowieckiej i „u Trusiuka” w Ostrówkach. Z pierwszej z nich wydobyto szczątki co najmniej 243 osób, w tym 120 mężczyzn, około 37 kobiet, 20 osób poniżej 20. roku życia i 19 dzieci, a z drugiej wydobyto szczątki co najmniej 80 osób, w tym 3 przed ukończeniem 20. roku życia i 2 dzieci. Odnaleziono także i wydobyto szczątki starca Władysława Kuwałka, które znajdowały się na dnie zasypanej studni w pobliżu mogiły „u Trusiuka”.
Jednocześnie prowadzono bezskuteczne poszukiwania pozostałych dołów śmierci: mogiły pod wsią Sokół, gdzie zakopano część ofiar z Ostrówek („Trupie Pole”), mogił „u Marcinka” i „kuźnia Bałandy” w Ostrówkach oraz mogił koło szkoły i „u Jesionków” w Woli Ostrowieckiej. W pobliżu szkoły odnaleziono pojedyncze kości ludzkie, jednak dalsze poszukiwania w tym miejscu odłożono na później z uwagi na zbyt duży zakres prac. Prowadzono też wywiad wśród miejscowych Ukraińców, jednak nie udało się skłonić ich do wyjawienia miejsc zakopania polskich ofiar.
Prace odbywały się z udziałem prokuratora Prokuratury Wojewódzkiej delegowanego do Okręgowej Komisji Badania Zbrodni Przeciwko Narodowi Polskiemu w Lublinie. Przedstawiciele ukraińskich władz (w tym prokuratury i milicji) ograniczyli swoją obecność do krótkich wizyt w czasie których pytano o zakres prowadzonych prac i sprawdzano zezwolenia.
Wydobyte szczątki (łącznie co najmniej 324 osób) uroczyście pochowano 30 sierpnia 1992 roku w zbiorowej mogile na cmentarzu w Ostrówkach.

#### 2001-2002 – ekshumacje w Pawliwce (Porycku) i Radowiczach
Na cmentarzu prawosławnym w Pawliwce (Porycku) specjaliści ROPWiM odnaleźli grób ofiar zbrodni w Porycku wykonany w 1981 roku i dokonali ponownej ekshumacji. Stwierdzono przy tym niekompletność szczątków, co było dowodem na pobieżność ekshumacji przeprowadzonej przez Sowietów. Szczątki 52 osób przeniesiono na dawny cmentarz katolicki w Pawliwce.
Dzięki wywiadowi wśród miejscowej ludności odnaleziono i ekshumowano dwa kolejne „doły śmierci” z lipca 1943 roku. Pierwszy z nich znajdował się na pastwisku w Pawliwce i mieścił szczątki 5 kobiet i dziecka. Druga mogiła była zlokalizowana w niedalekich Radowiczach na terenie nieistniejącego już polskiego gospodarstwa. Ekshumowano w tym miejscu matkę i 5 córek. Wszystkie szczątki pochowano na dawnym cmentarzu katolickim w Pawliwce.

#### 2011 – kolejne ekshumacje ofiar z Ostrówek i Woli Ostrowieckiej
Ponowne prace poszukiwawczo-ekshumacyjne w Ostrówkach i Woli Ostrowieckiej rozpoczęły się 25 lipca 2011 roku po 19-letnich staraniach o uzyskanie ponownej zgody ukraińskich władz obwodowych i rejonowych. Brali w nich udział wolontariusze, archeologowie z UMK w Toruniu oraz archeologowie ukraińscy, a także przedstawiciele ROPWiM, która koordynowała całość działań. Liczba osób biorących udział w pracach ze strony polskiej wahała się od 8 do 12. Po wykonaniu aż 12 wykopów sondażowych w młodym lesie pod wsią Sokół (tzw. Trupie Pole) natrafiono na szczątki mieszkańców Ostrówek, którzy zostali tam przypędzeni i zamordowani (głównie kobiety i dzieci). Prace odbywały się w bardzo trudnych warunkach (obozowisko z dala od utwardzonych dróg i siedzib ludzkich, ulewne deszcze, które utrudniały dowóz wody pitnej, żywności i narzędzi oraz zalewały wykopy). W „dole śmierci” o wymiarach 8,5 na 2,5 metra i głębokości 1,2 metra znajdowały się szczątki co najmniej 231 osób (93 w wieku poniżej 7 lat, 48 w wieku między 7 a 15 lat, 39 w wieku między 15 a 20 lat, 49 w wieku między 20 a 35 lat, 8 w wieku między 35 a 50 lat, jednej osoby w wieku między 50 a 60 lat i 3 powyżej 60 lat). Stan zachowania szczątków kostnych był zły z powodu działania systemów korzeniowych roślin oraz zalegania w podmokłym podłożu; w przypadku szkieletów noworodków i niemowlaków zachowały się jedynie negatywy w piasku (około 30 takich przypadków). Oprócz szczątków ludzkich odnaleziono przedmioty osobiste takie jak medaliki, szkaplerze, spinki do włosów, guziki, paciorki różańców i korale.
Jednocześnie ekipa dokonała trzech ekshumacji w okolicy:
- w lesie, około 1 km od Trupiego Pola, ekshumowano szczątki małżeństwa Pogorzelców;

- w lesie, w miejscu 1,5 km od Trupiego Pola ekshumowano szczątki trzech osób;

- we wsi Sokół ekshumowano niekompletne szczątki 2 mężczyzn; według mieszkańców wsi byli to polegli 21 kwietnia 1944 roku żołnierze 27 Wołyńskiej Dywizji Piechoty AK.

Jedno z miejsc zakopania zwłok wskazała archeologom Ołeksandra Wasiejko, która znała lokalizację mogiły od swojego ojca.
Prace poszukiwawcze i ekshumacyjne na terenie dawnej Woli Ostrowieckiej trwały od 22 do 30 sierpnia 2011. Archeologowie ukraińscy zlokalizowali przy pomocy georadaru miejsce, w którym znajdowała się szkoła, w której doszło do mordu na Polakach. Na niewielkiej głębokości (30 cm poniżej gruntu) natrafiono na kości ludzkie, głównie kobiet i małych dzieci. Szkielety zalegające w wyższych warstwach były zniszczone przez narzędzia rolnicze (po wojnie teren ten został przekształcony w pole uprawne). Część kości była nadpalona lub spalona, co potwierdza relacje świadków o podpaleniu budynku, w którym zamknięto ofiary. W sumie wykonano 7 wykopów sondażowych i z masowej mogiły wydobyto szczątki co najmniej 79 osób.
Wszystkie szczątki ekshumowane w lipcu i sierpniu 2011 roku (łącznie co najmniej 317 osób) pochowano uroczyście 30 sierpnia 2011 roku na cmentarzu w Ostrówkach.
Dzień przed pogrzebem doszło do incydentu z udziałem kilkunastu działaczy partii Swoboda, którym przewodził sekretarz Państwowej Międzyresortowej Komisji ds. Upamiętnień Swiatosław Szeremeta i jego współpracownik Ostap Kozak. Przybyli oni na miejsce i zażądali otwarcia trumien, po czym rozpoczęli przetrząsać ich zawartość. Po trzech godzinach odjechali a nazajutrz na konferencji prasowej oskarżyli polskich specjalistów o zawyżanie liczby odnalezionych ofiar.

#### 2013 – ekshumacja w Gaju
We wrześniu 2013 roku eksperci ROPWiM przystąpili do ekshumacji szczątków Polaków zamordowanych 30 sierpnia 1943 w Gaju. Ciała ofiar były zakopane w dawnym rowie strzeleckim. Położenie i wymiary mogiły zostały ustalone w 2001 roku w wyniku badań sondażowych. Po przystąpieniu do ekshumacji eksperci stwierdzili, że już po 2001 roku Ukraińcy urządzili w centralnej części mogiły śmietnik, wykopując dół o wymiarach 4 na 2,5 metra, doprowadzając do licznych uszkodzeń pośmiertnych kości. Szczątki przemieszano i rozrzucono wokół wykopu. Uniemożliwiło to dokładne ustalenie liczby pochowanych osób, którą antropolog Iwona Teul określiła na podstawie liczby kości czołowych i potylicznych oraz głównych kości długich kończyn.
W opinii antropolog szczątki znalezione w Gaju należały do co najmniej 80 osób. Uroczysty pogrzeb ekshumowanych szczątków odbył się 19 października 2013 roku na dawnym cmentarzu parafialnym w Sokulu.

#### 2014 – poszukiwania w Ostrówkach i Woli Ostrowieckiej
Przez kilka tygodni około 30-osobowa grupa wolontariuszy (w tym funkcjonariuszy Straży Granicznej na urlopie) i naukowców z Polski i Ukrainy kontynuowała poszukiwania w Ostrówkach i Woli Ostrowieckiej. Prace odbywały się pod egidą ROPWiM. W Ostrówkach skupiono się na poszukiwaniu mogiły „u Suszka”. Pomimo zbadania obszaru o powierzchni 1,5 ha i wykonania ponad 4 tys. odwiertów nie natrafiono na spodziewaną masową mogiłę. Pozwoliło to jednak zawęzić obszar dalszych poszukiwań.

#### 2015 – Ostrówki i Wola Ostrowiecka
W maju i sierpniu 2015 roku polsko-ukraińska ekipa badawcza odnalazła na terenie Ostrówek zbiorową mogiłę mieszczącą szczątki co najmniej 33 osób, w tym 5 kobiet i 6 dzieci. Analiza antropologiczna wykazała, że ofiary były zabijane z broni palnej oraz przy pomocy siekier, młotków i wideł, o czym świadczyły ślady na większości szkieletów (w tym ślady postrzałów na 9 czaszkach). Przy szczątkach znajdowały się rzeczy osobiste ofiar (elementy odzieży, medaliki, krzyżyki, różańce, przedmioty codziennego użytku). Zdaniem Dominiki Siemińskiej odnaleziony „dół śmierci” był mogiłą „u Suszki”; według serwisu rp.pl była to „kuźnia Bałandy”
W tym samym czasie w Woli Ostrowieckiej odnaleziono i ekshumowano szczątki kobiety w wieku 35-40 lat.
Uroczysty pochówek wszystkich ekshumowanych tego roku szczątków odbył się 30 sierpnia 2015 na cmentarzu w Ostrówkach.

#### 2023-2025 - Puźniki
W czerwcu i lipcu 2023 roku przeprowadzono kilkutygodniowe poszukiwania zbiorowej mogiły ofiar zbrodni w Puźnikach. Prace prowadzili archeolodzy z Pomorskiego Uniwersytetu Medycznego w Szczecinie przy udziale obserwatora z IPN. Trudne warunki przeprowadzania prac nie pozwoliły na odnalezienie grobu. Podczas kolejnej tury prac poszukiwawczych w sierpniu 2023 roku odnaleziono jeden ze zbiorowych grobów. Organizator poszukiwań, Fundacja Wolność i Demokracja, wystąpił do władz ukraińskich o zgodę na przeprowadzenie ekshumacji. 24 kwietnia 2025 roku w Puźnikach rozpoczęły się działania ekshumacyjne prowadzone przez polsko-ukraiński zespół badaczy, składający się z medyków sądowych, archeologów, genetyków i antropologów. Liczbę wydobytych szkieletów wstępnie oceniono na co najmniej 42.

### Powojenna Polska

#### Powiat lubaczowski
28 listopada 1945 roku na terenie b. powiatu lubaczowskiego ekshumowano 4 osoby zabite przez członków UPA 5 kwietnia 1945 roku i pozostawione w rowie wodnym. Szczątki pochowano na cmentarzu w Oleszycach.

#### Jawornik Ruski
W dniach 18-20 lipca 2016 roku Oddziałowa Komisja Ścigania Zbrodni przeciwko Narodowi Polskiemu w Rzeszowie przeprowadziła ekshumację w Jaworniku Ruskim, w miejscu wskazanym przez osoby poszukujące szczątków Polaków uprowadzonych w 1945 roku przez ukraińskich nacjonalistów z Pawłokomy. Miejsce znajdowało się w zalesionym miejscu około 1 km od zabudowań. Z ziemi wydobyto szkielety 14 mężczyzn. Powołani biegli ustalili, że byli to żołnierze Wojska Polskiego wzięci do niewoli przez UPA i po torturach rozstrzelani w lipcu 1946 roku na rozkaz Mychajła Dudy. Ich ciała wrzucono do ziemianki. Na podstawie badań genetycznych zidentyfikowano szczątki 4 żołnierzy. Uroczysty pogrzeb 14 żołnierzy odbył się 29 lipca 2022 roku na cmentarzu komunalnym w Jaworniku Ruskim.
W październiku 2017 roku BPiI IPN poszukiwało szczątków ofiar UPA w studni wskazanej jako miejsce ukrycia zwłok. Pomimo eksploracji studni do głębokości 8 metrów szczątków ludzkich nie stwierdzono.
W listopadzie 2018 roku BPiI IPN poszukiwało w dwóch sąsiadujących ze sobą studniach szczątków ofiar UPA. Pomimo eksploracji studni do głębokości 13 metrów szczątków ludzkich nie odnaleziono.

#### Żohatyń
W pierwszej połowie kwietnia 2019 BPiI IPN prowadził w Żohatyniu (gm. Bircza, pow. przemyski, woj. podkarpackie) prace poszukiwawcze mające na celu ustalenie, czy w studni znajdują się szczątki ofiar UPA, na co wskazywały relacje świadków. W badanym miejscu szczątków nie odnaleziono.

## Blokada
27 kwietnia 2017 roku w odpowiedzi na rozbiórkę nielegalnego pomnika UPA w Hruszowicach k. Przemyśla Ukraiński Instytut Pamięci Narodowej (na którego czele stał wówczas Wołodymyr Wjatrowycz) ogłosił, że zainicjuje wstrzymanie wydawania pozwoleń na prace poszukiwawcze i ekshumacyjne polskiego IPN na Ukrainie. Blokada objęła nie tylko poszukiwania i ekshumacje ofiar ukraińskich nacjonalistów, ale także wszelkich ofiar wojen, w tym żołnierzy polskich poległych w obu wojnach światowych. Jako warunek zniesienia blokady władze ukraińskie wskazały odbudowanie pomnika w Hruszowicach i zalegalizowanie pozostałych upamiętnień UPA na terenie Polski. Dyrektor Biura Upamiętniania Walk i Męczeństwa IPN Adam Siwek wykluczył możliwość spełnienia tych żądań.
Po tym jak rozmowy na szczeblu instytutów pamięci narodowej i ministerstw kultury obu państw nie przyniosły uregulowania sytuacji, sprawa blokady poszukiwań i ekshumacji trafiła na szczebel prezydentów Polski i Ukrainy. Podczas wizyty Andrzeja Dudy na Ukrainie w grudniu 2017 roku prezydenci obu państw uzgodnili podjęcie działań zmierzających do „jak najszybszego zniesienia zakazu ekshumacji”. Ustalono, że sprawą zajmie się wspólna komisja na szczeblu wicepremierów.
W lutym 2018 doszło w Warszawie do spotkania wicepremierów Piotra Glińskiego i Pawła Rozenki. Podczas rozmów strona ukraińska do wcześniej wysuwanych warunków zniesienia zakazu dodała postulat zmiany ustawy o IPN (przepisu skutkującego odpowiedzialnością karną za zaprzeczanie zbrodniom ukraińskich nacjonalistów). Andrzej Duda wyraził rozczarowanie brakiem postępu w tych rozmowach.
Dopuszczając możliwość upamiętnienia w Hruszowicach w razie występowania tam grobu członków UPA IPN przeprowadził dniach 24-26 maja 2018 roku przy udziale 5-osobowej delegacji strony ukraińskiej (w tym Swiatosława Szeremety) prace poszukiwawcze, które wykluczyły obecność zbiorowej lub pojedynczej mogiły członków UPA w miejscu dawnego pomnika. Według komunikatu IPN znaleziono tam pojedyncze groby 16 osób cywilnych (w tym kobiet i dzieci). Znalezionych szczątków nie ekshumowano. Swiatosław Szeremeta przedstawił odmienną opinię twierdząc, że „co najmniej 3 z 18” pochówków należało do członków UPA. Twierdzenia strony ukraińskiej o odnalezieniu upowskich pochówków odrzucił wiceprezes IPN, szef Biura Poszukiwań i Identyfikacji IPN Krzysztof Szwagrzyk. UINP przedstawił też inne zarzuty, m.in. wykonania zbyt wąskiego wykopu, które prezes IPN Jarosław Szarek uznał za „zupełnie niezrozumiałe”.
8 lipca 2018 roku (w przeddzień rocznicy krwawej niedzieli na Wołyniu) Andrzej Duda zaapelował do władz ukraińskich o wyjście z impasu w sprawie poszukiwań i ekshumacji. „Chciałbym, żeby władze Ukrainy na to pozwoliły, chciałbym, żeby Instytut Pamięci Narodowej, chciałbym, żeby inne instytucje odpowiedzialne w tym zakresie mogły przeprowadzić stosowne prace, aby można było sprawdzić nie tylko w archiwach, ale aby można było to także w sensie fizycznym ustalić" – mówił prezydent RP. W tym samym czasie prezydent Ukrainy Petro Poroszenko potwierdził gotowość do odblokowania prac, ale powtórzył warunek zmiany ustawy o IPN.
W lipcu 2018 roku Jarosław Szarek oświadczył, że w sprawie odblokowania poszukiwań i ekshumacji „możliwości IPN zostały już wyczerpane” i powinna ona zostać załatwiona na szczeblu politycznym. Mówił też, że stronie ukraińskiej przekazano listę 10 miejsc na Ukrainie, gdzie IPN chciałby prowadzić badania archeologiczne.
Po wyroku Trybunału Konstytucyjnego skutkującym uznaniem za niekonstytucyjne przepisów ustawy o IPN dotyczących zbrodni ukraińskich nacjonalistów w styczniu 2019 roku wicepremier Ukrainy Pawło Rozenko oświadczył, że napięcie w sprawie ekshumacji zostało „w pewnym stopniu rozładowane”. Wyraził gotowość strony ukraińskiej do rozmów w kwestii zniesienia blokady, co miałoby nastąpić po zawarciu przez strony szczegółowej umowy w tej sprawie. Krzysztof Szwagrzyk potwierdził, że IPN w dalszym ciągu nie może prowadzić prac archeologicznych na Ukrainie
W czerwcu 2019 roku przed pierwszym spotkaniem prezydentów Wołodymyra Zełenskiego i Andrzeja Dudy szef Gabinetu Prezydenta Krzysztof Szczerski wyraził nadzieję na „dobry początek” w dialogu historycznym z Ukrainą wyrażony zniesieniem zakazu ekshumacji. Jednak w wypowiedziach po spotkaniu prezydenci unikali tematu ekshumacji.
W czasie obchodów 76 rocznicy „krwawej niedzieli” Andrzej Duda nazwał przeprowadzenie ekshumacji „warunkiem upamiętnienia” ofiar zbrodni wołyńskiej.
31 sierpnia 2019 roku Wołodymyr Zełenski podczas pierwszej oficjalnej wizyty w Polsce zadeklarował gotowość do odblokowania pozwoleń na prace poszukiwawcze na Ukrainie, zaznaczył przy tym, że „.strona polska uporządkuje ukraińskie miejsca pamięci w Polsce". Prezydent Ukrainy zapowiedział wznowienie pod patronatem prezydentów prac dwustronnej grupy roboczej do spraw „ciemnych plam przeszłości”.
We wrześniu 2019 roku ambasador RP na Ukrainie Bartosz Cichocki przekazał władzom ukraińskim wniosek IPN dotyczący możliwości prowadzenia prac na Ukrainie. Jeszcze w tym samym miesiącu ukraińskie MSZ ujawniło, że wniosek został rozpatrzony pozytywnie. Jednocześnie poinformowano, że o dalsze pozwolenia (procedura uzyskiwania zgód na prace poszukiwawczo-ekshumacyjne na Ukrainie jest kilkuetapowa) będzie starała się ukraińska firma poszukiwawcza wybrana przez IPN.
3 października 2019 roku radio RMF FM poinformowało, że Polska ubiega się o przeprowadzenie prac ekshumacyjnych w 18 miejscach na Ukrainie, związanych nie tylko ze zbrodniami OUN-UPA ale także z wojną polsko-bolszewicką i wojną obronną 1939 roku.
Na początku listopada 2019 roku zastępca kierownika Biura Prezydenta Ukrainy Ihor Żowkwa przekazał na ręce Krzysztofa Szczerskiego zgodę na przeprowadzenie prac poszukiwawczych żołnierzy Wojska Polskiego poległych w 1939 roku w okolicach Lwowa. Na tej podstawie w dniach 19-26 listopada 2019 roku pracownicy Wydziału Kresowego Biura Poszukiwań i Identyfikacji IPN wspólnie ze ukraińskimi specjalistami prowadzili w Zboiskach i Hołosku poszukiwania, które doprowadziły do odnalezienia zbiorowej mogiły w Zboiskach i potwierdzenia znanej już lokalizacji grobu w Hołosku. Ekshumacje mogił odłożono na rok następny. Zezwolenia udzielone stronie polskiej w 2019 roku przez Ukrainę nie dotyczyły miejsc związanych z ludobójstwem OUN-UPA.
W lipcu 2020 roku minister spraw zagranicznych Ukrainy Dmytro Kułeba podczas spotkania z ministrem spraw zagranicznych Jackiem Czaputowiczem uzależnił dalsze udzielanie pozwoleń na prace archeologiczne IPN na Ukrainie od odnowienia przez stronę polską pomnika nagrobnego na wzgórzu Monastyr w pobliżu miejscowości Monasterz w województwie podkarpackim, niszczonego przez wandali w 2015 i w styczniu 2020 roku. Według służby prasowej prezydenta Ukrainy prezydent RP obiecał Wołodymyrowi Zełenskiemu „zdjęcie z porządku dziennego” sprawy odnowienia pomnika na wzgórzu Monastyr do następnego spotkania obu głów państw. Tuż przed wizytą Andrzeja Dudy na Ukrainie w październiku 2020 roku tablica na mogile została odnowiona, jednak w innym kształcie – bez spisu nazwisk członków UPA i napisu „Polegli za wolną Ukrainę”. Jeszcze w trakcie wizyty Zełenski zwrócił uwagę na konieczność rekonstrukcji tablicy w poprzednim kształcie. Następnie postulat ten powtórzył dyrektor UIPN Anton Drobowycz, obiecując w zamian udzielenie pozwoleń na prace archeologiczne w Hołosku, Zboiskach i Hucie Pieniackiej.
16 października 2020 roku UIPN wydał komunikat, w którym dalsze wydawanie pozwoleń stronie polskiej nazwał „przedwczesnym” do czasu pełnego odnowienia pomnika na wzgórzu Monastyr. W odpowiedzi 27 października 2020 roku IPN wskazał w komunikacie, że obecna tablica „spełnia wszelkie wymogi odnośnie do miejsc pamięci, stawianych legalnie w Polsce i na Ukrainie”. Nie wykluczono, że w przyszłości zostanie ona uzupełniona o nazwiska poległych, jednak zaznaczono, że istnieją niejasności odnośnie liczby pochowanych, ich personaliów a także dokładnej lokalizacji grobu. Stronie ukraińskiej zaproponowano dokonanie w tym miejscu prac archeologicznych, ekshumacyjnych i identyfikacyjnych.
3 grudnia 2020 roku podczas spotkania szefów IPN i UIPN uzgodniono powołanie wspólnej grupy polsko-ukraińskiej, która zajmie się wznowieniem procesu poszukiwań i ekshumacji na Ukrainie. Strona ukraińska powtórzyła wymóg powrotu do pierwotnego kształtu upamiętnienia w Monasterzu, co miałoby skutkować uzyskaniem przez IPN „nieograniczonej liczby pozwoleń na prace poszukiwawcze na terenie Ukrainy”. Strona polska stała na stanowisku wcześniejszego wyjaśnienia wątpliwości co do liczby i tożsamości osób pochowanych w Monasterzu.
We wrześniu 2021 roku premier Mateusz Morawiecki po spotkaniu z premierem Ukrainy Denysem Szmyhalem nazwał kwestię poszukiwań i ekshumacji „trudnym tematem” w stosunkach z Ukrainą. Deklarował, że Polska nie odstąpi od ekshumacji „ofiar czystek etnicznych na Wołyniu”.
2 czerwca 2022 roku ministrowie kultury Polski i Ukrainy podpisali memorandum w sprawie rozwiązywania wrażliwych kwestii dotyczących pamięci narodowej, w tym poszukiwań, ekshumacji, pochówków i upamiętnień, przewidujące m.in. powołanie polsko-ukraińskiej grupy roboczej. Jako cel grupy wskazano wypracowanie procedur prowadzenia i rozwiązywania spornych spraw.
W listopadzie 2022 roku Fundacja Wolność i Demokracja poinformowała, że otrzymała zgodę władz ukraińskich na prace poszukiwawcze i ekshumacyjne ofiar zbrodni UPA w Puźnikach, co zostało potwierdzone notą wysłaną przez Ukrainę do MSZ.
11 marca 2023 roku Mateusz Morawiecki powiedział, że podczas ostatnich dwóch wizyt w Kijowie poruszał z Wołodymyrem Zełenskim temat ekshumacji i uzyskał obietnicę ich wznowienia. Podobną deklarację Morawiecki złożył w maju 2023; według niego strona polska oczekiwała wznowienia prac jeszcze w maju lub czerwcu 2023 roku.
25 maja 2023 roku przewodniczący Rady Najwyższej Ukrainy Rusłan Stefanczuk podczas przemówienia w Sejmie powiedział, że Polska i Ukraina będą wspólnie poszukiwać miejsc pamięci i je odnawiać.

Wspólnie przywrócimy z niepamięci imiona tych, którzy spoczywają w bezimiennych mogiłach zarówno na Ukrainie jak i w Polsce. Bez zakazów i bez barier. Jest to nasz wspólny moralny i chrześcijański obowiązek - powiedział Stefanczuk.

 Szef Biura Polityki Międzynarodowej Marcin Przydacz nazwał jego słowa „symbolicznym odwołaniem zakazów, które wprowadziła poprzednia administracja ukraińska, pana Petra Poroszenki".
W wywiadzie opublikowanym 16 czerwca 2023 roku Anton Drobowycz przypomniał, że Polska wciąż nie spełniła żądania przywrócenia pierwotnego kształtu upamiętnienia na mogile na wzgórzu Monastyr. Zadeklarował, że strona ukraińska stoi na stanowisku, że do czasu odnowienia tego pomnika Polska nie otrzyma „pozwoleń na nowe wykopaliska i ekshumacje Polaków pochowanych na Ukrainie, ponieważ ukraińskie mogiły w Polsce do tej pory są w niebezpieczeństwie”. Drobowycz wskazał także, że nie działa polsko-ukraińska grupa robocza i obarczył odpowiedzialnością za to stronę polską. Media w Polsce odnotowały poruszenie wywołane przez wywiad szefa UINP, cytując komentarze m.in. Leszka Millera i Łukasza Adamskiego. Odpowiadając Drobowyczowi IPN wydał komunikat, w którym przypomniano, że pomnik na wzgórzu Monastyr został odnowiony bez listy nazwisk członków UPA, ponieważ wymaga ona weryfikacji, o czym informowano stronę ukraińską. Zdaniem IPN Polska wypełniła swoje zobowiązania odnośnie rekonstrukcji upamiętnienia w Monasterzu. Stwierdzenie Antona Drobowycza o nieodnowieniu pomnika jako przyczynie blokady poszukiwań i ekshumacji nazwano „manipulacją” niemającą związku ze stanem faktycznym. W komunikacie wymieniono także przykłady wniosków o wyrażenie zgody na prace poszukiwawcze skierowane do strony ukraińskiej, które zostały odrzucone, lub nie doczekały się odpowiedzi. Ponadto odpowiedzialnością za niepodjęcie prac przez polsko-ukraińską grupę roboczą obarczono stronę ukraińską, zarzucając jej jednostronne wprowadzanie nieakceptowalnych zmian do ustalonego regulaminu grupy.
W sierpniu 2024 roku wicepremier i minister obrony narodowej Władysław Kosiniak-Kamysz powiedział, że bez ekshumacji i upamiętnienia ofiar zbrodni wołyńskiej "nie ma mowy o dobrej przyszłości" w relacjach z Ukrainą. Polityk wyraził opinię, że "bez zakończenia tej sprawy, bez uszanowania i upamiętnienia ofiar nie ma mowy o wejściu Ukrainy do Unii Europejskiej". Kosiniak-Kamysz zaznaczał, że nie wyraża w ten sposób stanowiska rządu.
Przed wizytą na Ukrainie we wrześniu 2024 roku minister spraw zagranicznych Radosław Sikorski powiedział w wywiadzie dla Le Monde, że Polska oczekuje od Ukrainy ekshumacji ofiar rzezi, "aby mogły mieć chrześcijański pochówek". Temat ekshumacji był omawiany przez niego w Kijowie z ministrem spraw zagranicznych Ukrainy Andrijem Sybihą i prezydentem Zełenskim.
1 października 2024 UIPN oświadczył, że na wniosek polskich rodzin planuje przeprowadzenie w 2025 roku robót poszukiwawczych szczątków polskich ofiar w obwodzie rówieńskim. Według Karoliny Romanowskiej ze stowarzyszenia Pojednanie Polsko-Ukraińskie zgoda dotyczy Ugieł, miejscowości z której pochodziła jej rodzina. Karol Nawrocki wskazał, że wciąż bez załatwienia pozostają wnioski złożone przez polski IPN.
26 listopada 2024 ministrowie Radosław Sikorski i Andrij Sybiha wydali wspólne oświadczenie, w którym strona ukraińska stwierdziła, że "nie ma żadnych przeszkód do prowadzenia przez polskie instytucje państwowe i podmioty prywatne we współpracy z właściwymi instytucjami ukraińskimi prac poszukiwawczych i ekshumacyjnych na terytorium Ukrainy, zgodnie z ustawodawstwem ukraińskim". Ukraina wyraziła w oświadczeniu gotowość do pozytywnego rozpatrzenia polskich wniosków dotyczących takich prac. Na konferencji prasowej Sybiha ujawnił, że ukraińsko-polska grupa robocza powstała pod egidą ministerstw kultury Polski i Ukrainy wypracowuje "praktyczne mechanizmy dla prowadzenia prac poszukiwawczych i ekshumacyjnych".

## Uchwała Sejmu
W uchwale z dnia 11 lipca 2023 roku przyjętej jednogłośnie przez Sejm w 80. rocznicę rzezi wołyńskiej stwierdzono, że dla pojednania polsko-ukraińskiego "zasadnicze znaczenie ma przeprowadzenie ekshumacji, godne pochowanie i upamiętnienie wszystkich ofiar ludobójstwa na Kresach Wschodnich". W debacie przed głosowaniem na potrzebę ekshumacji ofiar wskazywali uwagę posłowie Anna Dąbrowska-Banaszek (PiS), Małgorzata Kidawa-Błońska (KO), Paulina Matysiak (Lewica), Jan Łopata (KP-PSL), Paweł Zalewski (Polska 2050) i Zbigniew Girzyński (Polskie Sprawy). Krzysztof Bosak (Konfederacja) powiedział, że jego ugrupowanie przygotowało projekt umowy polsko-ukraińskiej, która m.in. "da podstawę do pracy poszukiwawczej IPN na Ukrainie".

## Ekshumacje a opinia publiczna
W sondażu przeprowadzonym w dniach 11-15 sierpnia 2022 roku na zlecenie Centrum Dialogu im. Juliusza Mieroszewskiego jedynie 6% badanych Ukraińców opowiedziało się za bezwarunkową zgodą na umożliwienie Polsce przeprowadzania prac ekshumacyjnych na miejscach dawnych polskich wiosek, zbudowania tam grobów i postawienia tablic informujących o tym, że mieszkańców wsi zabiła UPA. 53% badanych zgodziłoby się na to pod warunkiem umieszczenia analogicznych tabliczek na grobach Ukraińców zabitych w Polsce przez polskie podziemie. 24% ankietowanych było temu przeciwnych, a 17% nie miało zdania.
W sondażu przeprowadzonym w dniach 11-12 lipca 2023 roku przez SW Research dla serwisu rp.pl za udzieleniem przez władze Ukrainy nieograniczonej zgody na ekshumacje ofiar rzezi wołyńskiej opowiedziało się 64,7% badanych Polaków. 9,3% było przeciwnych udzieleniu takiej zgody a 26% nie miało zdania w tej kwestii. Zgody na ekshumacje najczęściej oczekiwały osoby o dochodach powyżej 5 tys. złotych (76%), w wieku powyżej 50 lat (75%), mężczyźni (74%), mieszkańcy miast liczących od 200 tys. do 499 tys. mieszkańców (72%) i miast liczących od 20 tys. do 99 tys. mieszkańców (71%).
W sondażu przeprowadzonym w dniach 24-25 września 2024 roku przez SW Research dla rp.pl 52,6% badanych Polaków opowiedziało się za uzależnieniem wejścia Ukrainy do Unii Europejskiej od zgody na ekshumację ofiar rzezi wołyńskiej. Przeciwnego zdania było 19,6% ankietowanych, nie miało opinii w tej sprawie 27,8%.